# Спартан (ракета)
LIM-49A «Спартан» (англ. LIM-49A Spartan — Спартанец) — американская твердотопливная трёхступенчатая противоракета системы противоракетной обороны наземного базирования, оснащённая термоядерной боеголовкой с повышенным выходом сверхжёсткого рентгеновского излучения. Ракета предназначалась для перехвата подлетающих боеголовок межконтинентальных баллистических ракет противника на внеатмосферном участке их полёта.
«Спартан» находилась на вооружении всего несколько месяцев с октября 1975 г. по начало 1976 г. , после чего была снята с вооружения согласно Договору об ограничении систем противоракетной обороны.

## История
Противоракета LIM-49A «Спартан» являлась прямым развитием противоракеты «Nike-X», в свою очередь являвшейся развитием первой американской специализированной противоракеты LIM-49 «Nike Zeus». Она была предназначена для перехвата баллистических целей за пределами атмосферы, для чего её радиус действия был существенно увеличен по сравнению с предшественниками. Увеличение радиуса действия также позволяло решить (по крайней мере частично) проблему с маскирующим эффектом плазменных облаков от высотных ядерных взрывов, непрозрачных для радарного излучения.

## Конструкция

### Ракета
Технически, ракета «Спартан» основывалась на увеличенном в размерах дизайне LIM-49 «Nike Zeus». Она имела длину до 16,8 метров при максимальном диаметре 1,09 метра и весе (в снаряжённом состоянии) до 13 тонн. Ракета была трёхступенчатой: первая ступень оснащалась твердотопливным ракетным двигателем «Thiokol» TX-500, тягой около 2200 килоньютонов, остальные две — соответственно, «Thiokol» TX-454 и «Thiokol» TX-239 (на «Зевсе» последний служил двигателем второй ступени).
За счёт значительного увеличения мощности второй и третьей ступени, дальность управляемого полёта ракеты превышала 740 километров, при максимальном потолке в 560 километров. По дальности и высоте перехвата ракета более чем вдвое превосходила «Зевс».

### Боевая часть
Для уверенного перехвата неприятельских боевых частей, ракета «Спартан» была оснащена мощной термоядерной боеголовкой W71. Разработанная лабораторией имени Лоуренса, боеголовка при массе в 1290 кг имела тротиловый эквивалент около пяти мегатонн.
Так как в космическом пространстве (где происходил перехват) ударная волна не могла сформироваться, основным поражающим фактором боеголовки первоначально предполагался мощный поток нейтронов. Предполагалось, что мощный поток нейтронов вызовет цепную реакцию в ядерном материале неприятельской боеголовки, и та разрушится без достижения критической массы (так называемая «шипучка»).
Однако оказалось, что для 5-мегатонной боеголовки W71 намного более действенным поражающим фактором является мощная вспышка мягкого рентгеновского излучения. Попадая на корпус неприятельской боеголовки, мощные рентгеновские лучи мгновенно разогревали материал корпуса до испарения, что приводило к абляционному взрыву (взрывоподобному расширению испарённого материала) и полному разрушению боеголовки. Для увеличения выхода рентгеновского излучения, внутренняя оболочка боеголовки была изготовлена из золота.
Согласно расчётам, в идеальной ситуации W71 могла поразить цель на расстоянии в 46 километров от эпицентра. Реалистичным, однако считалось гарантированное уничтожение неприятельской боеголовки в 19 километрах от эпицентра (если же неприятельская боеголовка имела специальную защиту, радиус сокращался до 6,4 км). В любом случае, столь мощная детонация уничтожала значительное количество фольги и ложных целей вокруг, тем самым нейтрализуя средства противодействия и облегчая дальнейший перехват.

## Техническое описание
Пуск ракеты осуществлялся из укреплённой шахты при помощи вышибного заряда (миномётный старт). Наведение осуществлялось радиокомандным способом: наземные компьютеры по данным РЛС, отслеживающих ракету и неприятельскую боеголовку, вычисляли точку встречи и наводили в неё ракету.
Ракета являлось одним из боевых средств эшелонированной системы средств противоракетной обороны, тактика её боевого применения предполагала её использование в сочетании с ракетой «Спринт» последовательно. Сначала запускалась противоракета дальнего заатмосферного перехвата «Спартан». В случае, если боеголовка противника преодолевала первый эшелон перехвата, запускалась противоракета ближнего перехвата «Спринт», задача которой заключалась в том, чтобы сбить боеголовку на входе в атмосферу.

## Фото

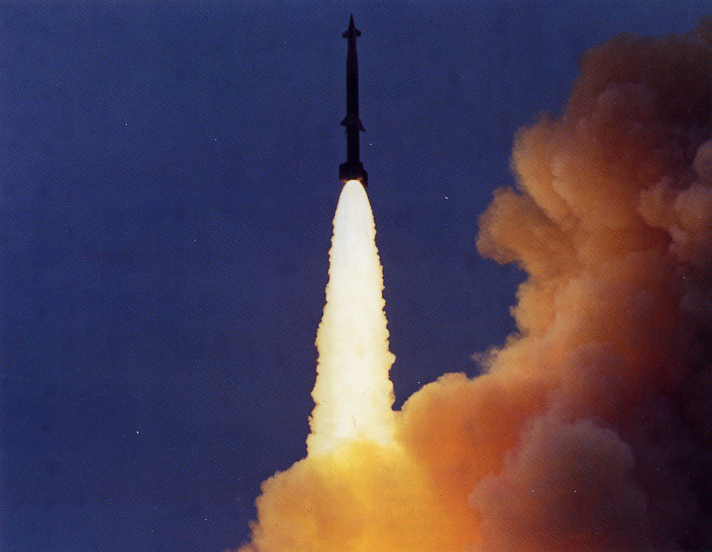
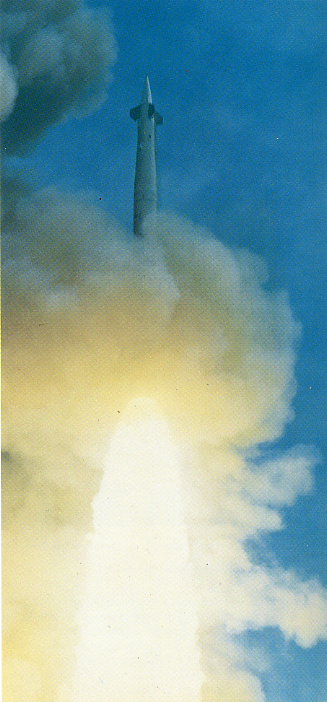
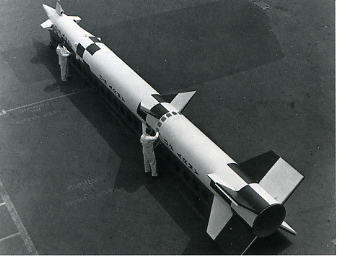
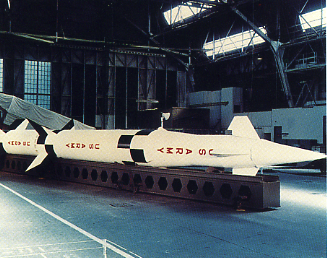

### Русскоязычные
- Антиракета LIM-49A «Spartan» ИС «Ракетная техника» БГТУ

### Иноязычные
- Western Electric/McDonnell Douglas LIM-49 Nike Zeus/Spartan Directory of U.S. Military Rockets and Missiles (англ.)
- Spartan (Continued) Сайт «Stanley R. Mickelsen Safeguard Complex» (англ.)